# 혹위

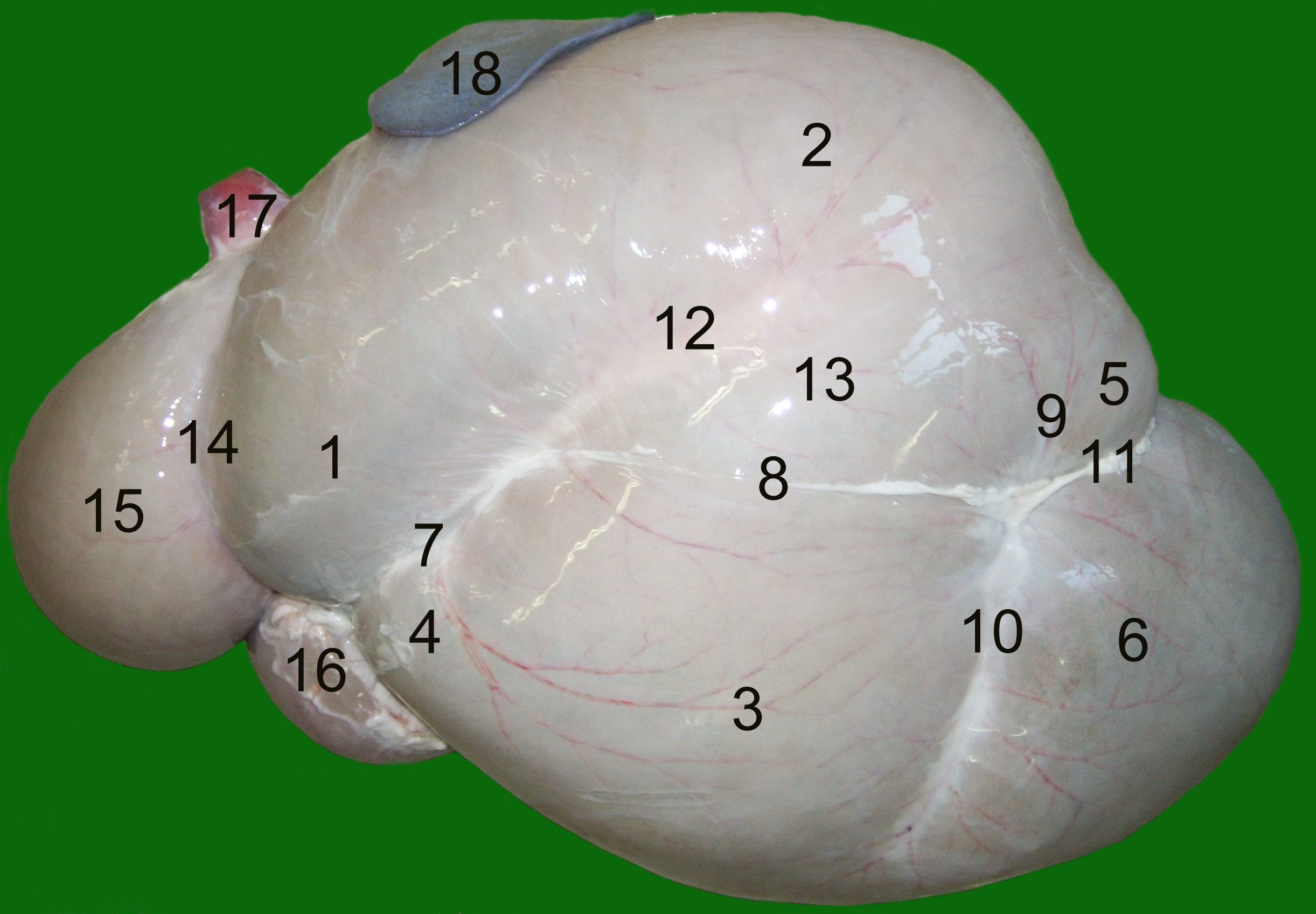
양의 혹위

혹위(-胃) 또는 제1 위(第-胃)는 반추 동물의 되새김위 중 첫째 위이다. 혹 모양이며, 삼킨 음식을 섞고 미생물 분해라는 역할을 한다. 벌집위(제2 위)와 이어져 있다.

## 이용

### 음식
혹위가 식재료로 쓰일 때는 양(羘) 또는 양곱창(羘--)으로 불린다. 한국 요리에서 양곱창의 유행은 한국 전쟁시기 부산에서 유래한 것으로 추정된다. 초창기에는 육수를 계속 부어가며 전골로 끓여 먹었지만, 이후 구이 요리로 진화했다.
양곱창 전문점에서는 양을 깨끗하게 씻어 잡냄새를 빼기 위해 물에 3시간 정도 담가 둔 뒤, 초벌구이를 거쳐 손님들이 구워 먹도록 하고 있다. 소금구이로 할 경우 소금과 후추, 다진 마늘, 참기름으로 간을 하여 구우며, 양념구이는 적당히 맵고 달달한 양념을 버무려 굽는다.
일본에서는 가난한 재일교포를 중심으로 한국의 육식 문화와 더불어 발달시켰으며 1926년 관동대지진 이후로 일본인들 사이에서도 관심이 늘어나 호루몬야키의 하나로서 규슈, 히로시마를 중심으로 자리잡았다.

## 같이 보기
- 겹주름위
- 벌집위
- 주름위

1. 1 2 3  “‘육식의 끝판왕’ 양곱창 구이, 왜 자갈치시장서 태어났을까”. 조선일보. 2022년 10월 9일. 2023년 7월 26일에 확인함.